# Teilhol Tangara
Teilhol Tangara − mały plażowo-terenowy samochód osobowy produkowany przez francuską firmę Teilhol w latach 1987-1990. Wyposażony był on w otwarte nadwozie. Samochód był napędzany przez silnik dwu-cylindrowy o pojemności 0,6 l. Moc przenoszona była na oś przednią, bądź za dopłatą, na obie osie poprzez 4-biegową manualną skrzynię biegów.
Dwuosobowe nadwozie z włókna szklanego (laminatu) zabezpieczone było przez solidne plastikowe zderzaki i boczne listwy. Część laminatowego dachu między ramą szyby przedniej typu targa (nadwozie z odejmowalną częścią sztywnego dachu) była składana i można ją było przechowywać pod plandeką. Dostępne były także modele z brezentową plandeką na lekkim stelażu, z laminatowym dachem i dużymi oknami bocznymi, oraz pick-up.
Wersja 4x4 była w stanie pokonać wzniesienie 70%, przechył boczny wynosił 40%, kąt natarcia zaś 40°.
Samochód ten miał być swoistym następcą francuskiego Citroëna Méhari.
Liczba sprzedanych samochodów Teilhol Tangara wyniosła 800 sztuk.

## Dane techniczne (Teilhol Tangara)
- R2 0,6 l (602 cm³)
- Układ zasilania: gaźnik
- Moc maksymalna: 29 KM (25,4 kW) przy 5750 obr./min
- Prędkość maksymalna: 115 km/h